# The Falling Man
The Falling Man (укр. Людина, що падає) — світлина, яку зробив фотограф агентства Ассошіейтед Прес Річард Дрю 11 вересня 2001 року в Нью-Йорку о 9 годині 41 хвилині 15 секундах місцевого часу після терористичної атаки того дня на вежі-близнюки.
На фотографії зображено людину (її особу не вдалося встановити), яка падає вниз головою. Вважають, що того дня принаймні дві сотні людей було викинуто або вони змушені були викинутися з вікон охоплених вогнем веж Всесвітнього торгового центру. Імена багатьох невідомі, оскільки владі не вдалося витягти й ідентифікувати всіх загиблих. З юридичного погляду, всі, окрім терористів, є вбитими, а не самогубцями («джамперами»), навіть коли вистрибнули самі, «позаяк джампер — це той, хто приходить рано вранці в офіс, твердо знаючи, що сьогодні він вистрибне з вікна», стверджують офіційні представники.
При перегляді знімку складається враження, що людина летить майже прямовисно вниз, однак на інших світлинах падіння цієї людини видно, що її тіло буквально дригається в повітрі.
Фото неодноразово публікували видання з усього світу, зокрема й «Нью-Йорк Таймс». Фотограф, який зробив світлину, відзначав, що йому часто доводилося стикатися з критикою читачів, які вважали фотографію «шокуючою». Говорячи про культурне й соціальне значення «Людини, що падає», теолог Марк Д. Томас відзначив, що ця фотографія, «можливо, одна з найяскравіших ілюстрацій людського відчаю, що не має аналогів за силою емоційного впливу в сучасному мистецтві. Усю його суть кристалізовано всього лише в одному знімку». Оскільки особу людини, що падає, встановити не вдалося, світлину часто порівнюють із пам'ятником невідомому солдату.